# Palacio de Seyid Mirbabayev
El Palacio de Seyid Mirbabayev es un palacio en Plaza Azneft, Bakú, Azerbaiyán. Fue poseído por Seyid Mirbabayev, un cantante y millonario de petróleo de Azerbaiyán. El edificio fue construido en el estilo de arquitectura de Renacimiento francés por el arquitecto Pavel Stern.

## Historia
El proyecto de edificio se aprobó el 25 de mayo de 1893 y la construcción empezó al final del mes. El edificio fue construido en el orden de Aramyan. Pero él perdió su edificio en el juego. Su mujer pagó el valor de la casa con su joyería. A pesar de este poco después Aramyan tuvo que vender el edificio. Seyid Mirbabayev compró este palacio. El Consulado Británico fue localizado en el primer piso del edificio durante la República Democrática de Azerbaiyán.
Después del establecimiento del poder soviético en Azerbaiyán los Bolcheviques confiscaron toda la propiedad de Seyid Mirbabayev. Él tuvo que emigrar a Francia. Durante la era soviética y después de la independencia de Azerbaiyán (en el año 1991) la Compañía Estatal de Petróleo de Azerbaiyán (Socar) fue colocado en este edificio. En los años 1990 el palacio se ha reconstruido.

## Dueño

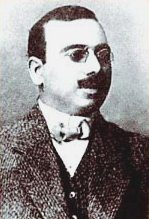
El dueño del palacio- Seyid Mirbabayev

A pesar de que el primer dueño del edificio es Aramyan, empresario armenio, él vende el edificio a Seyid Mirbabayev. Entre las personas el palacio es conocido el palacio de Seyid Mirbabayev. Seyid Mirbabayev es famoso en las bodas de Bakú. Él cantó en la boda del hijo del millonario Shikhbalayev. El tío del novio regaló una parcela de tierra al cantante y poco después en este lugar brotó el petróleo y Seyid Mirbabayev se convirtió en un millonario. Después de la operación de Bakú Mirbabayev movió a París y fue pobre en esta ciudad. Teymur bey Ashurbeyov conoció el cantante y Mirbabayev fue a Teherán con él. Seyid Mirbabayev vivió en esta ciudad hasta su muerte.

## Ubicación
El Palacio se sitúa en la calle Niyazi (anteriormente Sadovaya), en la Plaza AZNEFT – la parte central de la ciudad. Esta calle es también un parte de la carretera circular alrededor de Ciudad Vieja (Bakú). Desde mediados del siglo XIX la plaza gradualmente cambiaba. A principios de los años 1890 fue construido el nuevo palacio de tres pisos por el arquitecto Pavel Stern en la parte principal de la plaza.

## Características arquitectónicas

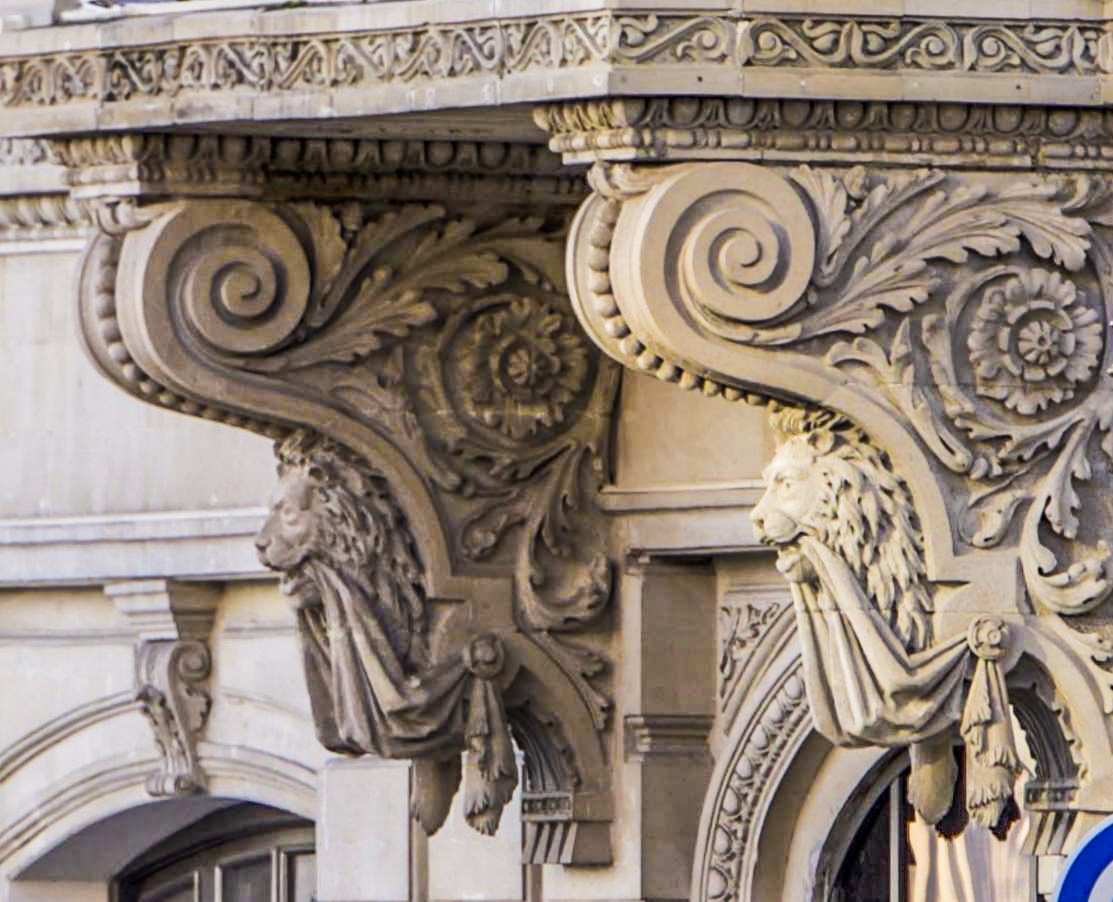
Elementos de fachada en el palacio

El edificio fue construido en el estilo de arquitectura de Renacimiento francés por el arquitecto Pavel Stern. La fachada principal del edificio da a la costa occidental del Mar Caspio.